# Аппарат искусственной вентиляции лёгких

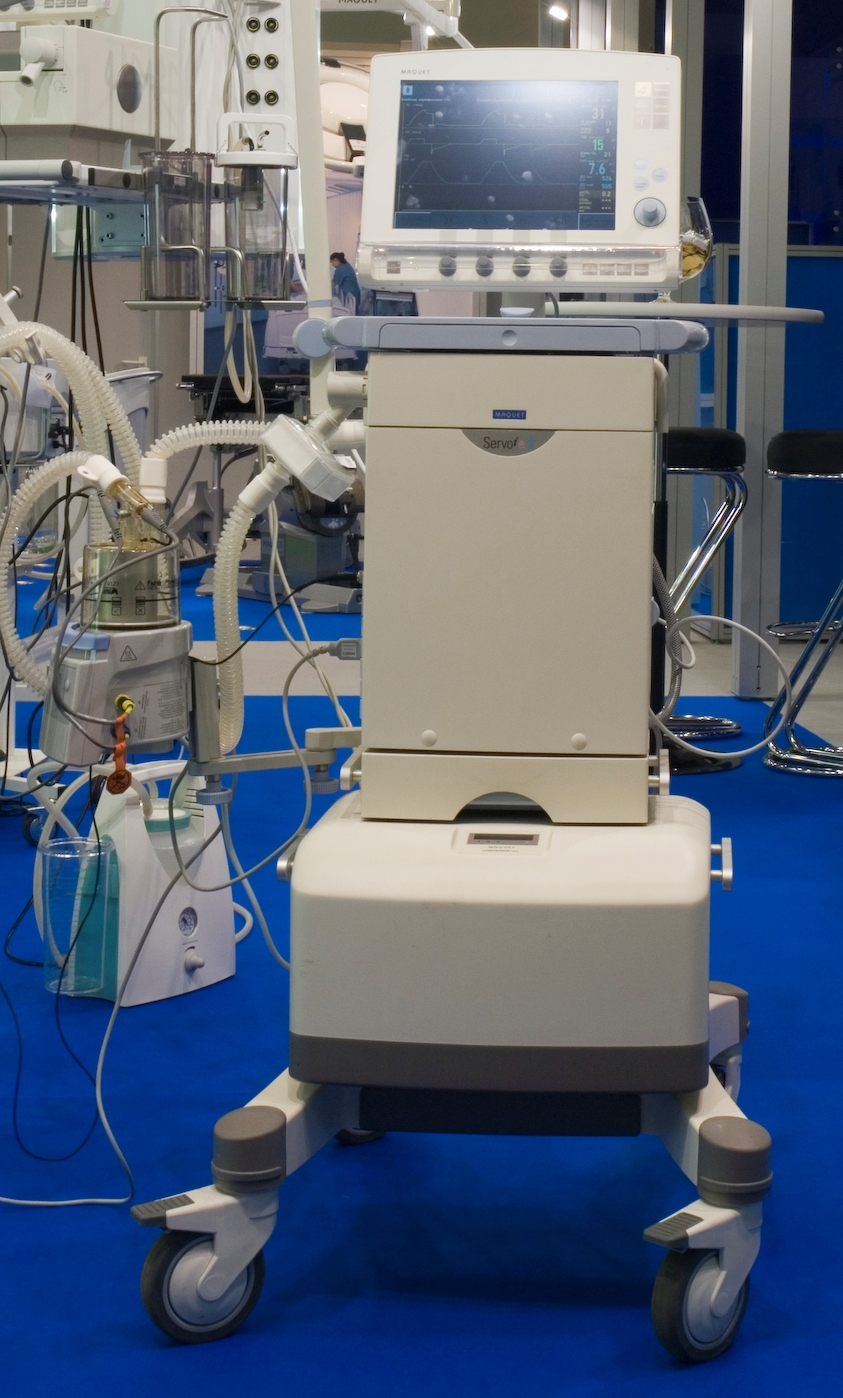
Аппарат ИВЛ с миникомпрессором

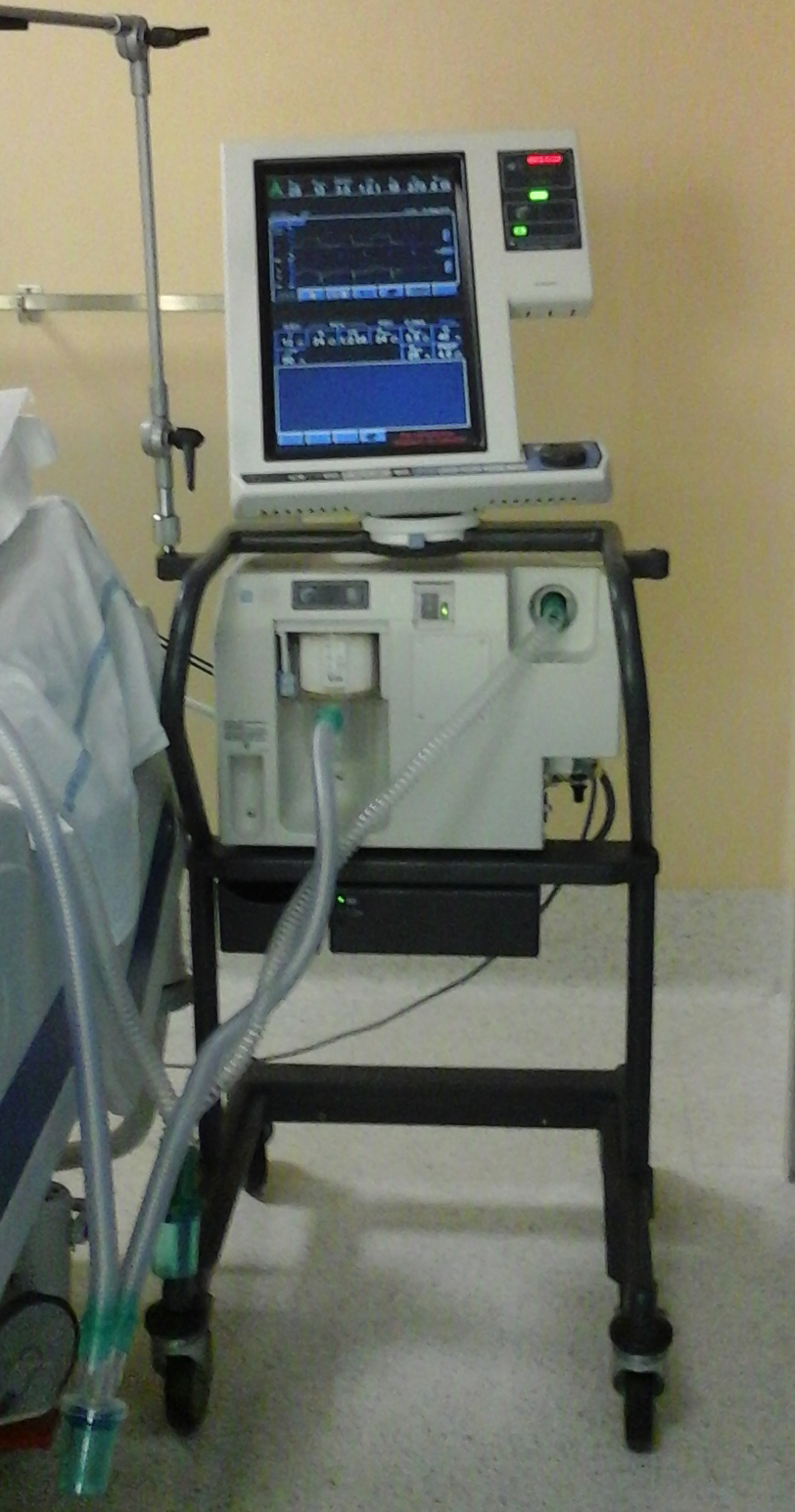
Аппарат ИВЛ работает.

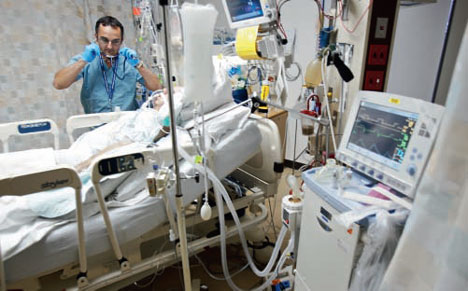
ИВЛ на посту отделения реанимации

Аппарат ИВЛ —   это медицинское оборудование, которое предназначено для принудительной подачи газовой смеси (кислород и сжатый осушенный воздух) в лёгкие с целью насыщения крови кислородом и удаления из лёгких углекислого газа. Первая модель была разработана в конце 1920-х гг. врачом Филиппом Дринкером при участии педиатра Чарльза Макханна для лечения больных полиомиелитом. 
Аппарат ИВЛ может использоваться как для инвазивной (через интубационную трубку, введенную в дыхательные пути пациента или через трахеостому), так и для неинвазивной ИВЛ — через маску.
Аппарат ИВЛ может быть как ручным (мешок Амбу), так и механическим. Сжатый воздух и кислород для пневмопитания механического аппарата могут подаваться как из центральной системы газоснабжения медицинского учреждения или баллона сжатого воздуха (при транспортировке), так и от индивидуального миникомпрессора (реальность в странах экс-СССР) и кислородного концентратора. При этом смесь газов должна согреваться и увлажняться перед подачей пациенту.
Современные аппараты ИВЛ являются крайне высокотехнологичным медицинским оборудованием. При этом интубация трахеи может вызывать обструкцию дыхательных путей. Они обеспечивают респираторную поддержку пациента как по объёму, так и по давлению. 
В настоящий момент наиболее совершенной технологией синхронизации аппарата ИВЛ с пациентом является технология нейро-контролируемой ИВЛ, когда сигнал, идущий из дыхательного центра продолговатого мозга по диафрагмальному нерву к диафрагме, фиксируется специальными высокочувствительными датчиками, расположенными в области перехода пищевода в желудок (область кардии).
Аппарат высокочастотной струйной ИВЛ может обеспечивать как собственно высокочастотную струйную ИВЛ, так и сочетанную. При этом используется контроль по давлению для предотвращения баротравмы лёгких. Современный аппарат ВЧ струйной ИВЛ должен иметь встроенный роликовый увлажнитель и встроенную систему обогрева газовой смеси для предотвращения тяжёлых осложнений со стороны дыхательных путей. Обязательна возможность дозирования кислорода и контроль углекислого газа в выдыхаемом воздухе.

## Классификация аппаратов ИВЛ

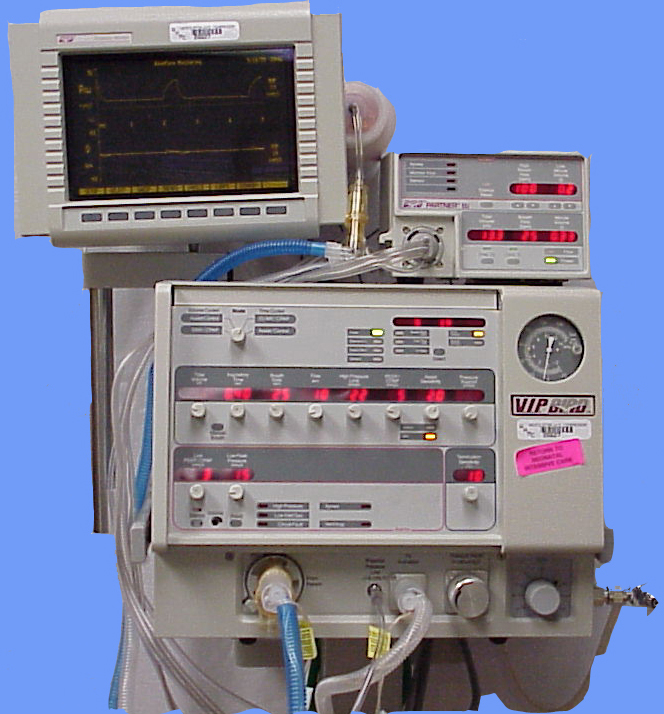
Аппарат ИВЛ для новорождённых «Птица VIP»

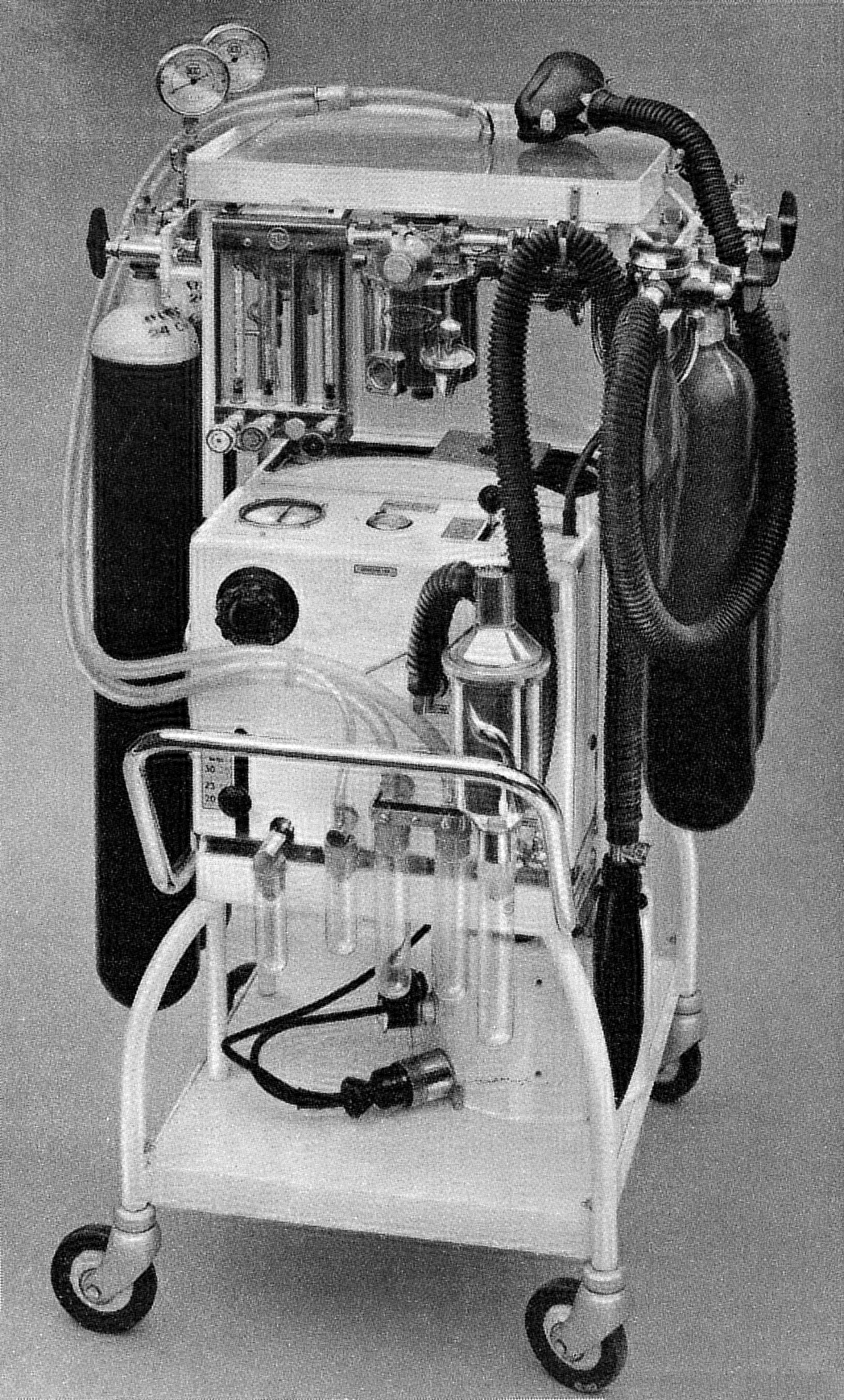
Модель аппарата искусственного дыхания «Восточный Рэдклифф» середины XX века

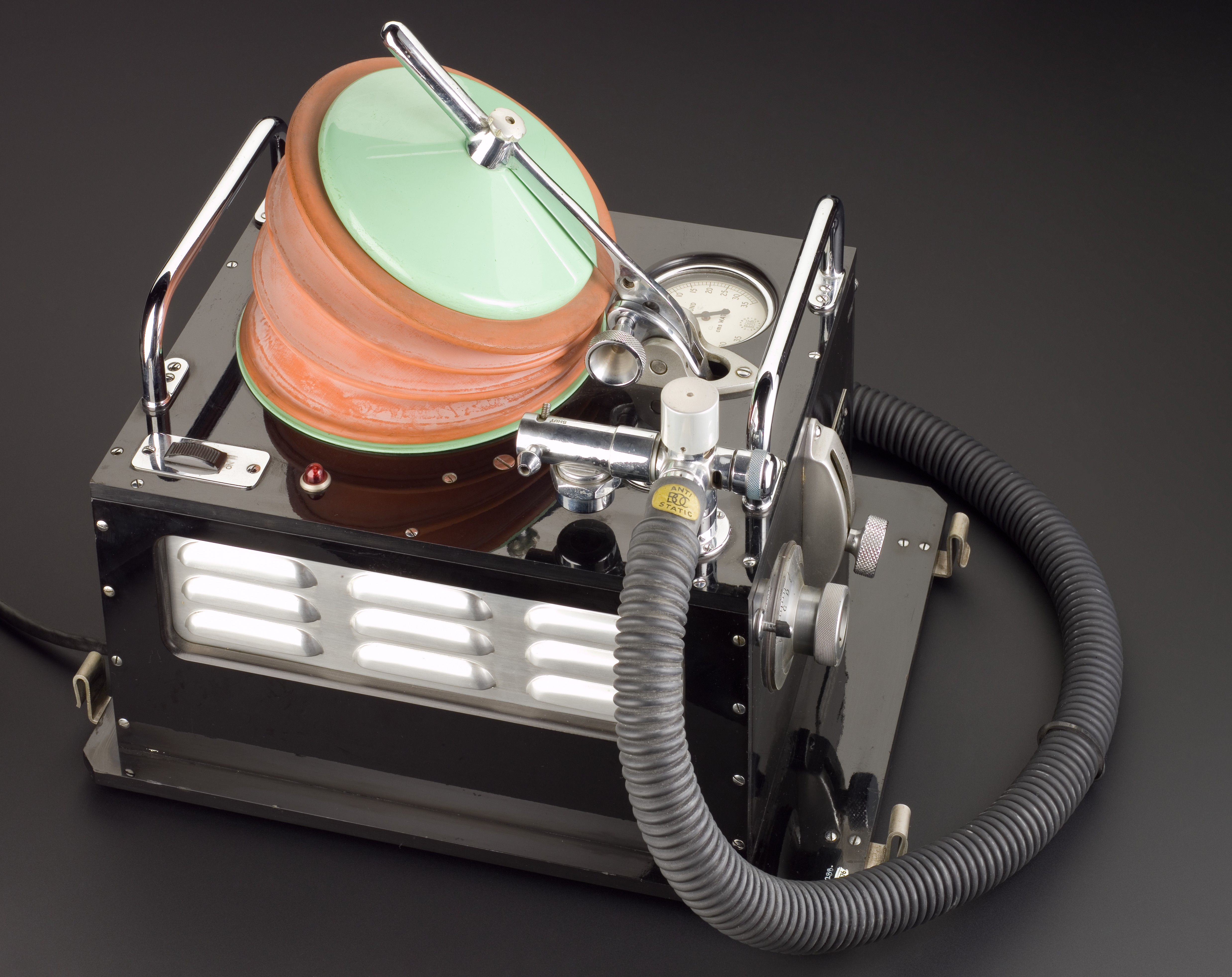
портативный ИВЛ 1950-х годов

Классификация аппаратов ИВЛ произведена в соответствии с ГОСТ 18856-81.
Деление аппаратов ИВЛ по широте функциональных возможностей и возрасту пациента
- для взрослых и детей старше 6 лет
  - 1 группа
  - 2 группа
  - 3 группа
- для детей в возрасте до 6 лет
  - 4 группа
- для новорожденных и детей первого года жизни
  - 5 группа

Деление аппаратов ИВЛ по приводу и управлению
- с электроприводом
  - пневмомеханическое управление
  - электронное управление
  - ручное управление
- с пневмоприводом
  - пневмомеханическое управление
  - электронное управление
  - ручное управление
- с ручным приводом

Деление аппаратов ИВЛ по назначению
- аппараты ИВЛ общего назначения
- аппараты ИВЛ специального назначения

Аппараты ИВЛ общего назначения
- длительная или повторно-кратковременная ИВЛ для взрослых и детей старше 6 лет
  - отделения интенсивной терапии и реанимации, послеоперационные отделения и палаты (1, 2, 3 группы)
  - отделения интенсивной терапии и реанимации, послеоперационные отделения и палаты, амбулатории (3 группа)

- длительная или повторно-кратковременная ИВЛ для новорожденных и детей первого года жизни
  - отделения интенсивной терапии и реанимации, послеоперационные отделения и палаты, отделения анестезиологии (4, 5 группы)

Аппараты ИВЛ специального назначения:
- оживление новорожденных
  - родовые блоки (5 группа)
- скорая помощь для взрослых и детей
  - транспортные средства, места поражений, полевые условия (3, 4 группы)
- ИВЛ при бронхоскопии
  - отделения эндоскопии и анестезиологии (3 группа)
- ИВЛ при наркозе
  - отделения анестезиологии (2, 3 группы).[3]

## Галерея

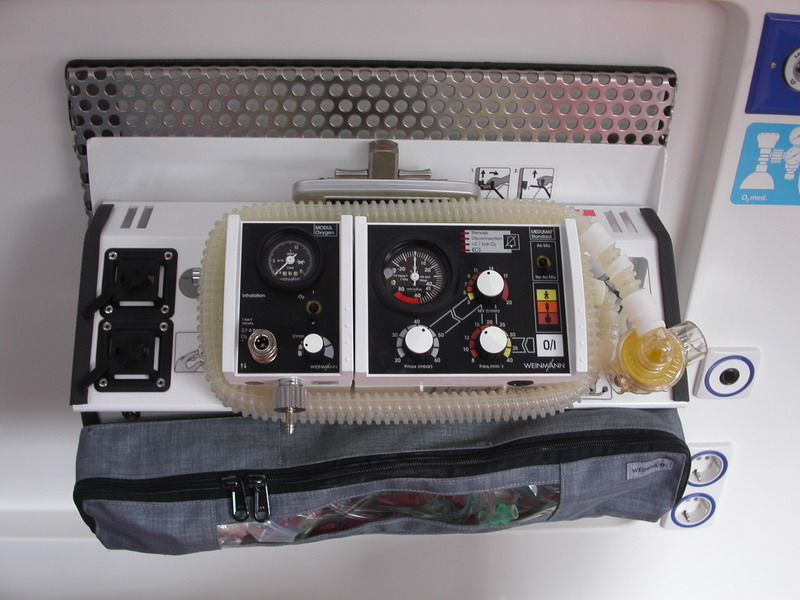
Аппарат ИВЛ «Медумат Стандарт» с ингаляционным блоком из машины скорой помощи
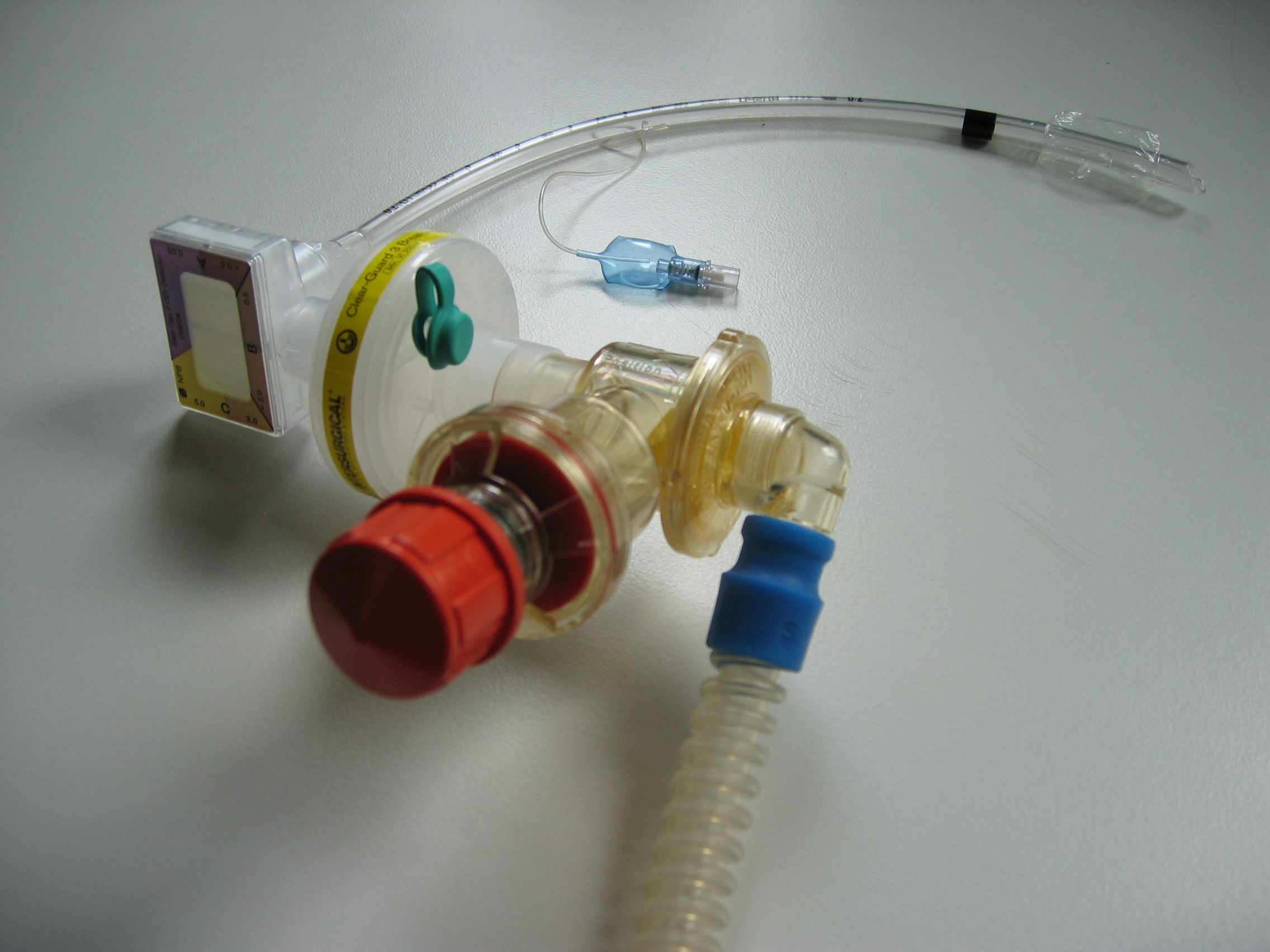
Аппарат ИВЛ с эндотрахеальной трубкой, детектором капнометрии, фильтром, выдохом и клапаном PEEP
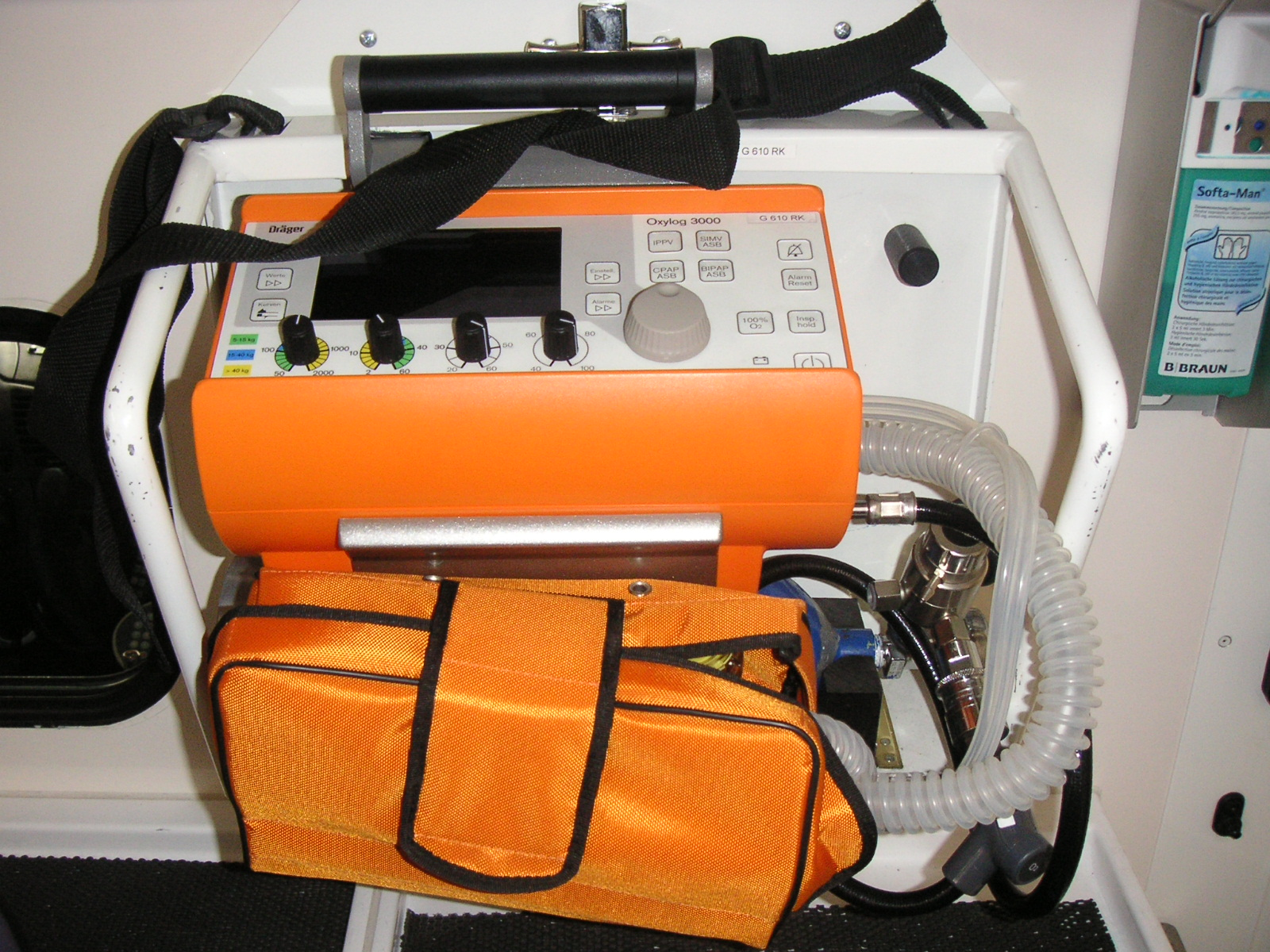
Аварийный ИВЛ «Oxylog3000» из машины скорой помощи
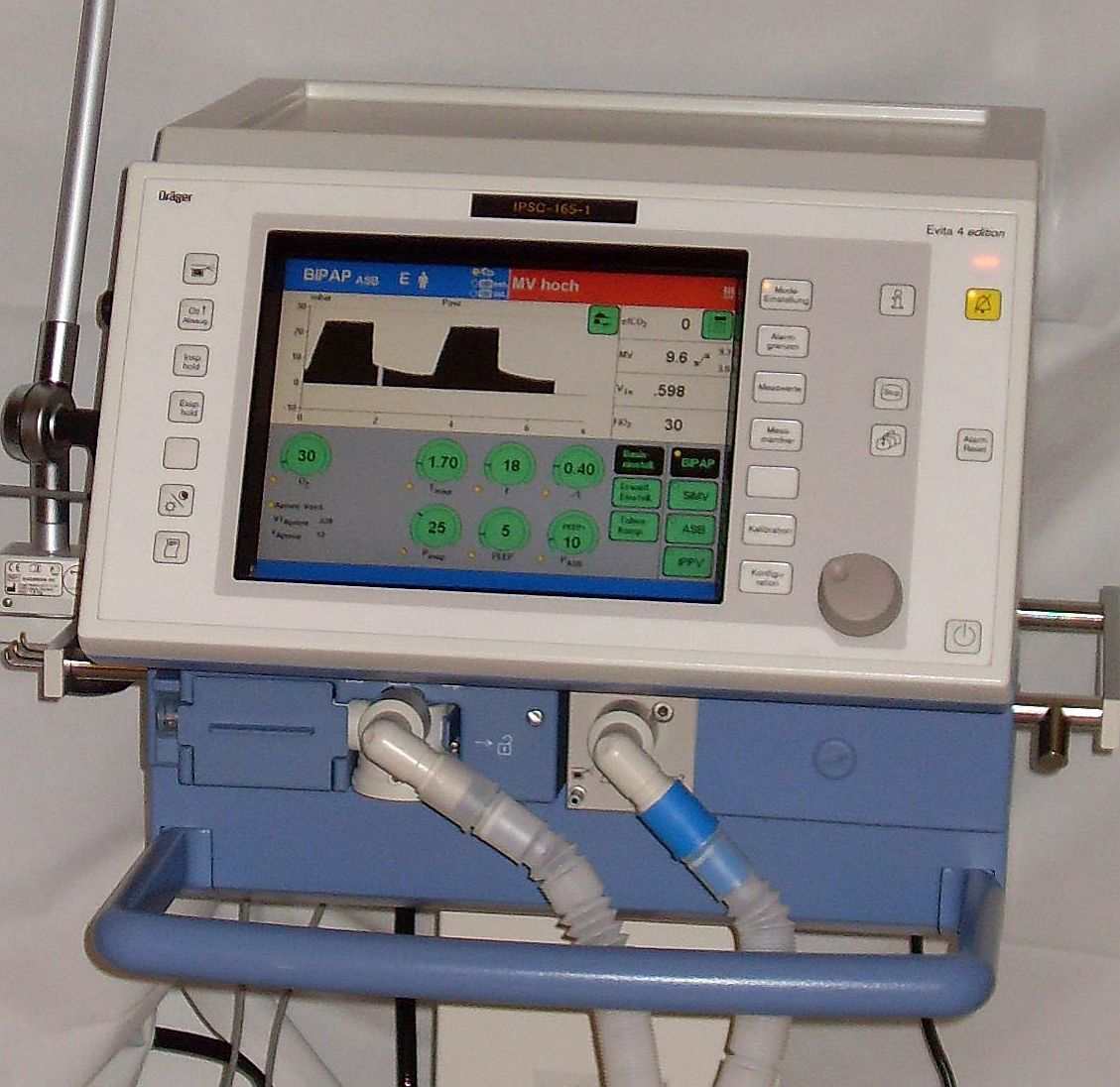
Тип ИВЛ интенсивной терапии «Evita 4» (2011)
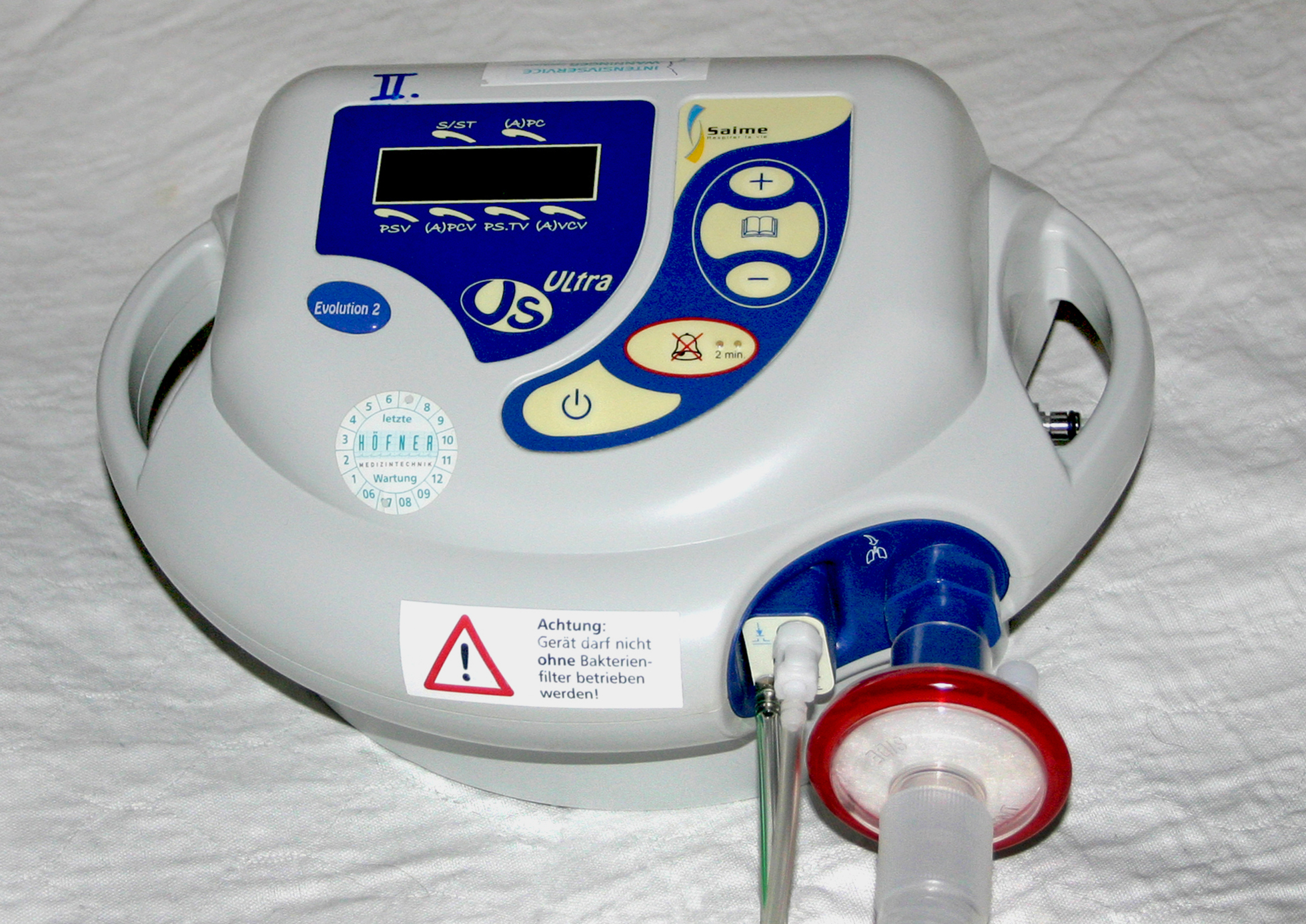
Домашний ИВЛ «VS Ultra»
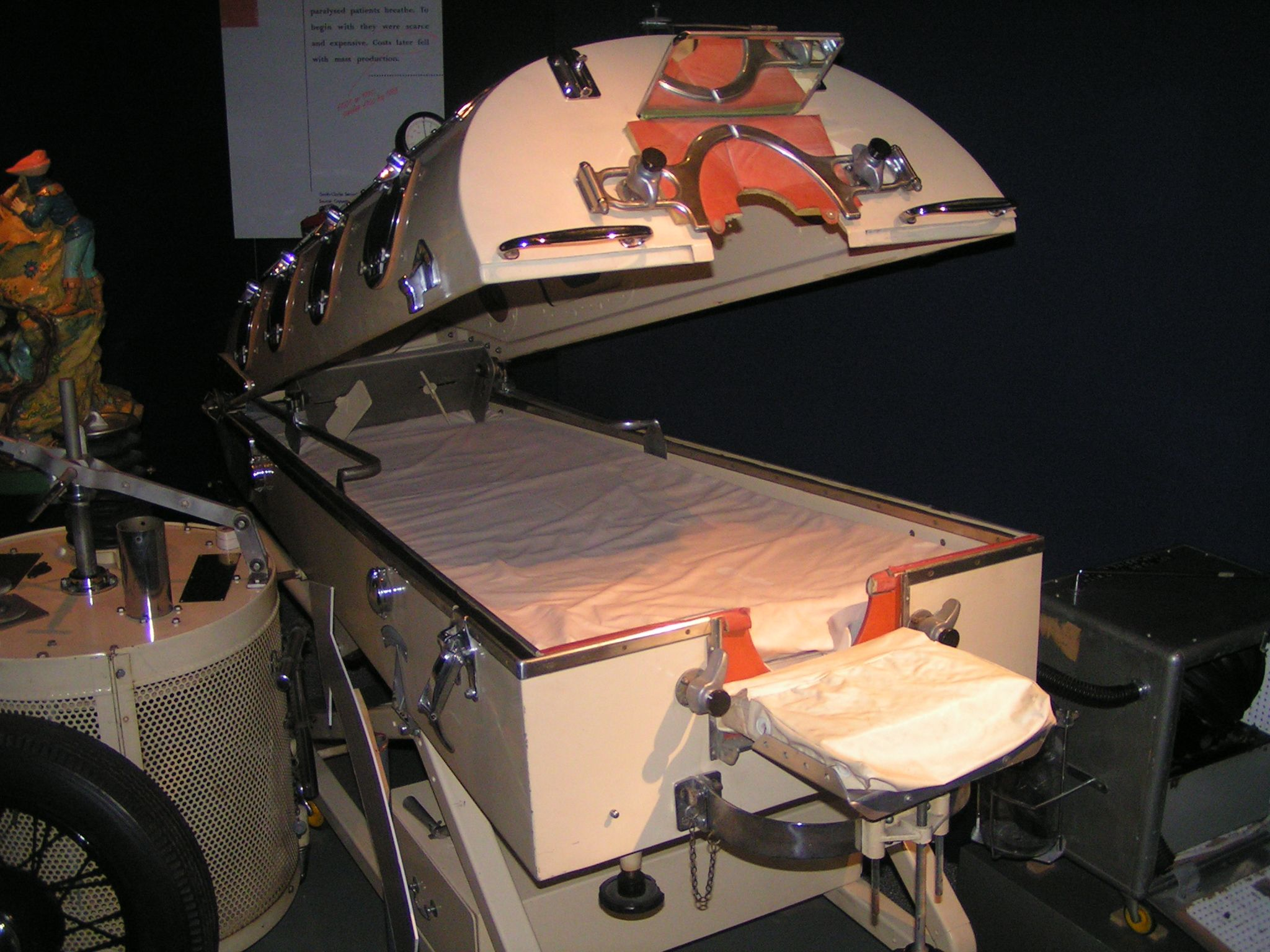
Железные лёгкие